# 안정 (고구려)
안정(安定, ?~?)은 왜국에 파견된 고구려의 사신이다.
516년 9월 14일, 왜에 사신으로 파견되어 양국의 우호관계를 맺는 역할을 맡았다. 기록상 고구려가 왜로 사신을 보낸 첫 사례이며, 당시 고구려와 전쟁 중인 백제의 사신 작막고(灼莫古)를 만나게 되었다는 일화가 남겨져있다.